# 싸이오살리실산
싸이오살리실산(영어: thiosalicylic acid)은 카복시기 및 설프하이드릴기를 가지고 있는 유기 황 화합물이다. 싸이오살리실산의 분자식은 C6H4(SH)(CO2H)이다. 싸이오살리실산은 물, 에탄올, 다이에틸 에터에는 약간 용해되고, 다이메틸 설폭사이드(DMSO)에는 더 잘 용해되는 황색의 고체이다.

## 제조 및 용도
싸이오살리실산은 다이아조화에 이어서 황화 나트륨을 첨가한 다음 아연으로 환원시키는 것을 통해 안트라닐산으로부터 제조될 수 있다.
싸이오살리실산은 염료인 싸이오인디고의 전구체이다. 싸이오살리실산은 또한 백신 보존제인 싸이오메르살을 만드는데 사용된다.

## 기타 측면
싸이오살리실산은 죽상경화증 및 흑색종 치료를 위한 약물 후보물질의 전구체이다.

## 같이 보기
- 싸이오인디고
- 유기 황 화합물
- 싸이올